# Nachtgesänge

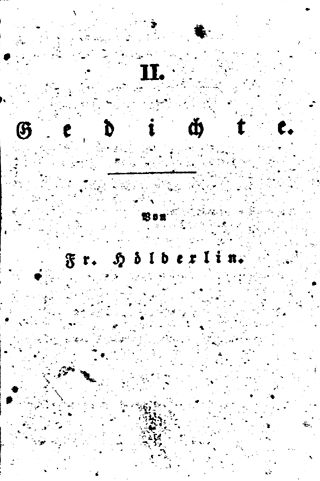
Seite 75, Titelseite der „Nachtgesänge“, im „Taschenbuch für das Jahr 1805“.

Als „Nachtgesänge“ bezeichnete Friedrich Hölderlin neun Gedichte, die er im Dezember 1803 oder wenig später dem Verleger Friedrich Wilmans in Frankfurt am Main für dessen Taschenbuch für das Jahr 1805. Der Liebe und Freundschaft gewidmet überließ. Sie erschienen im Taschenbuch aber nicht unter diesem Titel, sondern unter dem Titel „Gedichte. Von Fr. Hölderlin“. Heute werden sie meist als ein Gedichtzyklus „Nachtgesänge“ behandelt.

## Entstehung
Ende 1803 bereitete Wilmans Hölderlins Übersetzung der Tragödien des Sophokles Oedipus der Tyrann und Antigonä für den Druck vor. Sie erschienen 1804 in zwei Bänden. Im Dezember 1803 fragte Wilmans Hölderlin zudem nach Beiträgen zu seinem Taschenbuch und wiederholte die Frage, als er ihm Probedrucke der Sophokles-Übersetzungen schickte. Hölderlin antwortete ebenfalls noch im Dezember aus Nürtingen, wo er seit der Rückkehr aus Bordeaux im Juni 1802 und vor der Übersiedlung nach Homburg vor der Höhe im Juni 1804 überwiegend – bei der Mutter und Schwester – lebte:

„Verehrungswürdiger!
Ich danke Ihnen, daß Sie sich bemüht haben, mir eine Probe von dem Druke der Sophokleischen Tragödien mitzutheilen. <...>
Ich bin eben an der Durchsicht einiger Nachtgesänge für Ihren Almanach. Ich wollte Ihnen aber sogleich antworten, damit kein Sehnen in unsere Beziehung kommt.
Es ist eine Freude, sich dem Leser zu opfern, und sich mit ihm in die engen Schranken unserer noch kinderähnlichen Kultur zu begeben.
Übrigens sind Liebeslieder immer müder Flug, denn so weit sind wir noch immer, troz der Verschiedenheit der Stoffe; ein anders ist das hohe und reine Frohloken vaterländischer Gesänge.“

Nach diesem Brief waren die Gedichte damals fertig oder fast fertig, Hölderlin überarbeitete sie aber möglicherweise noch einmal für den Druck. Ob die Anordnung im Taschenbuch auf ihn oder den Verleger zurückgeht, ist nicht bekannt.

## Die neun Gedichte
Sechs Gedichte sind Oden, fünf in alkäischem, eine in asklepiadischem Versmaß; drei sind in freien Rhythmen geschrieben. Von keinem ist eine mit der Druckfassung übereinstimmende Handschrift erhalten. Zu sieben Gedichten sind Handschriften von Entwürfen oder früheren Fassungen erhalten. Sie sind als Digitalisate der Württembergischen Landesbibliothek Stuttgart zugänglich. Zu zwei Gedichten, Lebensalter und Der Winkel von Hahrdt, ist nichts Handschriftliches bekannt. Für alle neun einschließlich ihrer Vorstufen ist der Druck im Taschenbuch der Erstdruck. Für Lebensalter und Der Winkel von Hahrdt ist das Taschenbuch also der erste Textzeuge überhaupt. Die Gedichte sind im Taschenbuch wie folgt gereiht und nummeriert:

Die „Nachtgesänge“ im „Taschenbuch für das Jahr 1805“
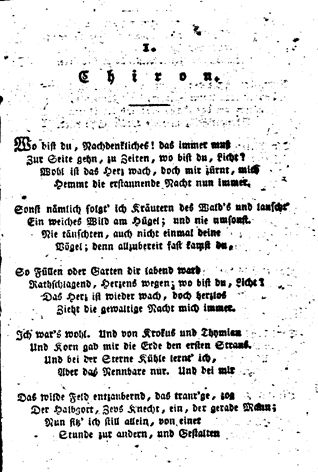
Seite 77
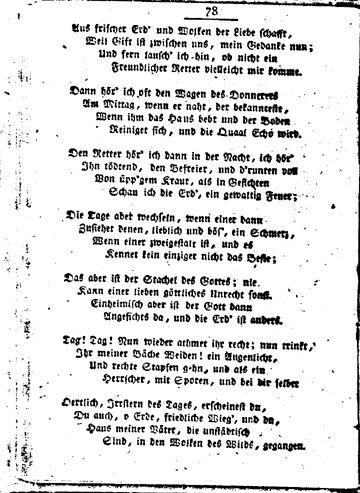
Seite 78
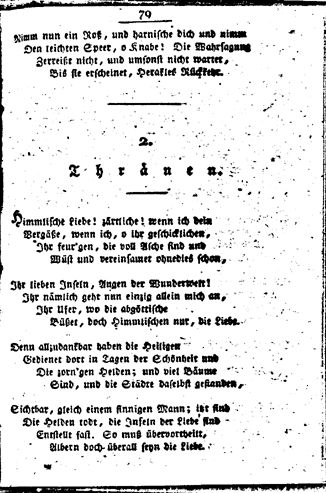
Seite 79
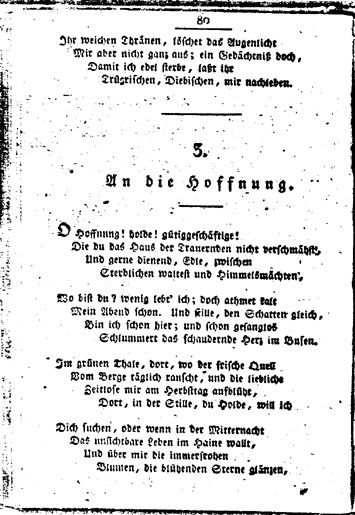
Seite 80
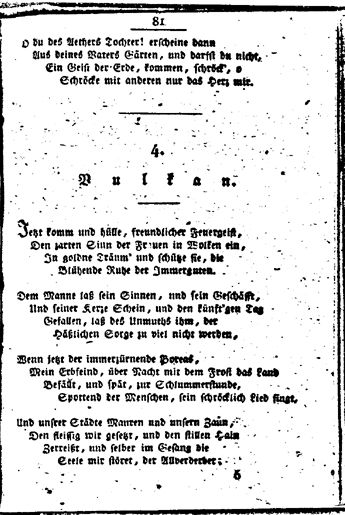
Seite 81
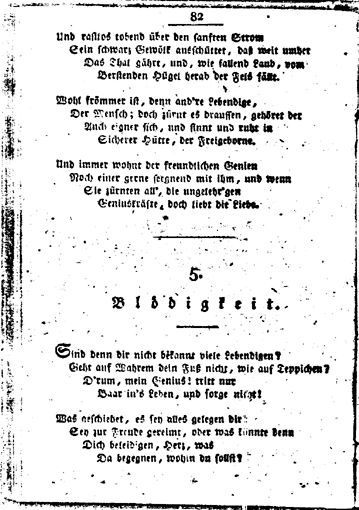
Seite 82
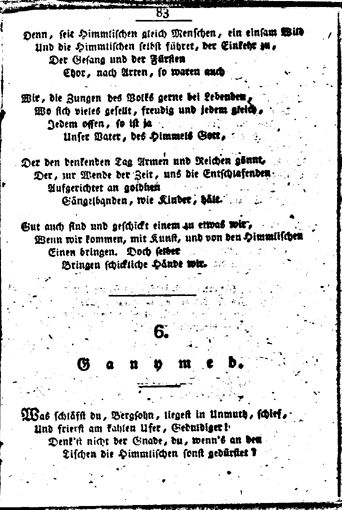
Seite 83
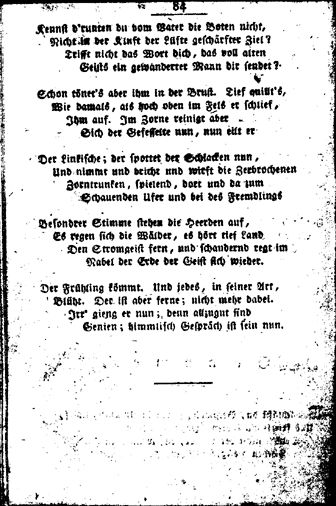
Seite 84
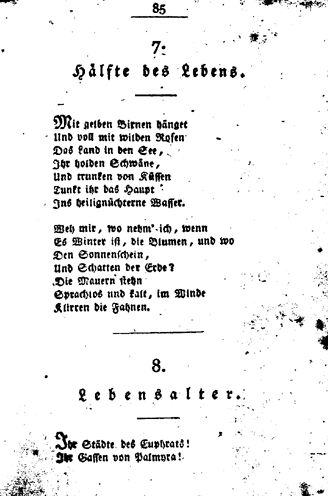
Seite 85
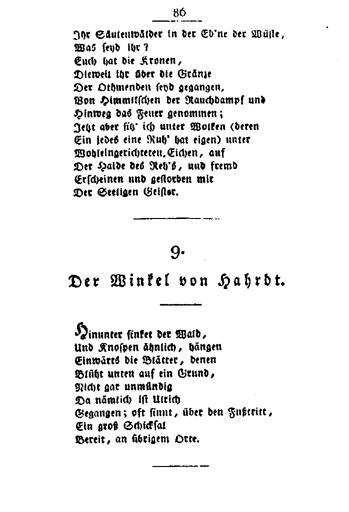
Seite 86

1. Chiron. Alkäisches Versmaß. Die Ode ist durch Umarbeitung der 1800 bis 1801 geschriebenen Ode Der blinde Sänger des Stuttgarter Foliobuchs entstanden.
2. Thränen. Alkäisches Versmaß. Zwei Entwürfe von etwa 1800, einer überschrieben Sapphos Schwanengesang, sind im Stuttgarter Foliobuch erhalten.
3. An die Hoffnung. Alkäisches Versmaß. Eine vom Taschenbuch kaum abweisende Fassung mit dem Titel Bitte, noch vor der Jahrhundertwende entstanden, ist im Cod.poet.et.phil.fol.63,I,30 der Württembergischen Landesbibliothek erhalten.
4. Vulkan. Akäisches Versmaß. Zwei Handschriften zu dieser Ode sind Der Winter überschrieben. Die erste, noch vor der Jahrhundertwende entstanden, ist im Cod.poet.et.phil.fol.63,I,39 der Württembergischen Landesbibliothek erhalten.
5. Blödigkeit. Asklepiadeisches Versmaß. Die Ode ist durch Umarbeitung der Ode Dichtermuth entstanden, die ihrerseits in zwei handschriftlichen Fassungen vorliegt, deren erste, noch vor der Jahrhundertwende entstanden, im Cod.poet.et.phil.fol.63,I,39 der Württembergischen Landesbibliothek erhalten ist.
6. Ganymed. Alkäisches Versmaß. Die Ode ist durch Umarbeitung der 1800 bis 1801 geschriebenen Ode Der gefesselte Strom oder Der Eisgang des Stuttgarter Foliobuchs entstanden.
7. Hälfte des Lebens. Freirhythmisch. Der Entwurf ist im Anschluss an das noch vor der Jahrhundertwende begonnene unvollendete Gedicht Wie wenn am Feiertage ... des Stuttgarter Foliobuchs erhalten.
8. Lebensalter. Freirhythmisch. Der Druck im Taschenbuch ist der erste Textzeuge.
9. Der Winkel von Hahrdt. Freirhythmisch. Auch hier ist der Druck im Taschenbuch der erste Textzeuge.

## Weiteres Schicksal
Die unmittelbare Rezeption war überwiegend hämisch. Ein Rezensent sprach von „den dunkeln und höchst sonderbaren Gedichten von Hölderlin“. Ein anderer fand die „neun versificirte<n> Radottagen von Hölderlin höchst lächerlich“. Ein dritter schrieb: „Für den seltenen Sterblichen, der die neun Gedichte von Hölderlin zu verstehen sich mit Recht rühmen kann, sollte ein stattlicher Preis ausgesetzt werden <...> Nichts erregt mehr Unwillen, als Nonsens mit Prätension gepaart.“
Verständnis spricht dagegen aus einem Kommentar, der vermutlich von Karl Philipp Conz, einem ehemaligen Lehrer Hölderlins im Tübinger Stift, stammt: „Die Gedichte von Hölderlin <...> sind Wesen eigener Art und erwecken ganz gemischte Gefühle. Es scheinen abgerissene Laute eines gestörten einst schönen Bundes zwischen Geist und Herz. Daher auch die Sprache schwerfällig, dunkel, oft ganz unverständlich und der Rhythmus eben so rauh. Wie viel besser ist das erst vor kurzem <...> gedrukte, wenn schon auch zu viel Spannung einer ans Kränkelnde streifenden Sehnsucht verrathende Gedicht der Archipelagus, das aus einer früheren Periode des Verf. datirt.“ Leidenschaftlich verteidigte Joseph Görres die Gedichte. Darin schlage „ein Adler krampfhaft mit den geknickten Flügeln, die bösen Buben auf den Straßen hetzen und jagen ihn, aber wer seine Zeit kennt, und ein Gemüth im Busen hat, sieht trauernd ihm nach, wenn er vorüberflattert, und noch immer zur Sonne hinan will.“
Dichtermuth, Der gefesselte Strom, An die Hoffnung und Der Winter nahmen Ludwig Uhland und Gustav Schwab 1826 in die erste Sammelausgabe der „Gedichte“ Hölderlins auf. Unter der Überschrift An die Hoffnung druckten sie allerdings die Vorstufe Bitte. Die „Sämmtlichen Werke“, herausgegeben 1846 von Gustav Schwabs Sohn Christoph Theodor Schwab (1821–1883), brachten im ersten Band Der blinde Sänger, Dichtermuth, Der gefesselte Strom, An die Hoffnung und Der Winter. Der zweite Band brachte in einer Abteilung „Gedichte aus der Zeit des Irrsinns“ Chiron, Thränen, Blödigkeit, Ganymed, Hälfte des Lebens, Lebensalter und Der Winkel von Hart (sic!). Schwab schrieb dazu: „Was die Gedichte aus der Periode der Geistesverwirrung betrifft, so wurde es mir von einer Seite, der ich alle Rücksicht schuldig bin, zur Pflicht gemacht, den Proben aus dieser Zeit nur einen kleinen Raum zu gönnen, insoweit sie das biographische Interesse unumgänglich nothwendig erscheinen ließ.“ Immerhin waren hier alle „Nachtgesänge“ versammelt, An die Hoffnung allerdings wieder in der Vorstufe Bitte und Vulkan in der Vorstufe Der Winter.
Erst die Propyläen-Ausgabe durch Norbert von Hellingrath, Friedrich Seebaß (1887–1963) und Ludwig von Pigenot (1891–1976) befreite Hölderlins Spätwerk vom Stigma des Pathologischen. In Band 4 (1916) sind die „Nachtgesänge“ und etliche Vorstufen vermischt mit anderen Gedichten gedruckt, darunter sowohl Bitte als auch An die Hofnung (sic!), Vulkan, dessen Titel nicht auftaucht, in der Vorfassung Der Winter.
Die historisch-kritische Stuttgarter Ausgabe von Friedrich Beißner, Adolf Beck und Ute Oelmann (* 1949) übertrifft die Propyläen-Ausgabe durch Umfang und Sorgfalt der Lesarten und Erläuterungen. Wie in der Propyläen-Ausgabe sind – in Band 2 „Gedichte nach 1800“ (1951; Band 2, 1 Textband; Band 2 2 Kommentarband) – die „Nachtgesänge“ mit anderen Gedichten vermischt, und zwar Chiron, Thränen, An die Hofnung (sic!), Vulkan, Blödigkeit und Ganymed nebst Vorstufen in der Abteilung „Oden“, Lebensalter, Der Winkel von Hahrdt und Hälfte des Lebens in einer Abteilung „Einzelne Formen“. Bitte und Der Winter werden nicht separat gedruckt.
Jochen Schmidt dagegen druckt die „Nachtgesänge“ ohne Unterbrechung durch Vorstufen oder andere Gedichte und in der Reihenfolge des Taschenbuchs. Dasselbe gilt für Michael Knaupp, der die „Nachtgesänge“ wie das Taschenbuch nummeriert und mit einem Seitentitel „Nachtgesänge“ heraushebt. Schmidt hat sich für „orthographische Modernisierung“ entschieden. Knaupp behält die Original-Orthographie bei.

## Frage des Zyklus
Die Publikationsgeschichte der „Nachtgesänge“ spiegelt die Einstellung der Literaturwissenschaft zu Hölderlins Krankheit wider. Waren sie Produkte seiner Psychose, so kam ihnen bestenfalls psychiatrisches oder biographisches Interesse zu. Erst vom Beginn des 20. Jahrhunderts an wurden sie als Kunst gewürdigt. Seitdem sind einzelne Gedichte mehrfach interpretiert worden, am häufigsten Hälfte des Lebens. Der Zyklus als ganzes aber wurde, wie seine Auflösung in der Propyläen- und der Stuttgarter Ausgabe zeigt, weiter vernachlässigt. Eine Rezeption als Zyklus war wegen der Unwissenheit über den primären Kontext, aus dem Hölderlin die Gedichte gewählt hatte, sowie über den Urheber der Reihenfolge im Taschenbuch fragwürdig. Doch betonte der US-amerikanische Germanist Wilfred L. Kling 1979, der sekundäre Kontext im Taschenbuch müsse ernst genommen, die Gedichte müssten in der Taschenbuch-Version ediert werden, was seither geschehen ist (siehe oben). Außer ihm haben Anke Bennholdt-Thomsen und Michael Gehrmann den Zyklus als ganzes untersucht.

### „Nachtgesänge“ und „Vaterländische Gesänge“
In seinem Brief an Wilmans stellt Hölderlin dem Ton seiner „Nachtgesänge“ „das hohe und reine Frohloken vaterländischer Gesänge“ gegenüber. Schon in einem früheren Brief hatte er Wilmans „einzelne lyrische größere Gedichte“ angekündigt, deren Inhalt „unmittelbar das Vaterland angehn soll oder die Zeit“. Die Literaturwissenschaft hat den Begriff „Vaterländische Gesänge“ für Hölderlins große, oft rätselhafte freirhythmische, von seiner gleichzeitigen Übersetzung Pindars beeinflusste Gedichte übernommen. Als Urmodell gilt das oben im Zusammenhang mit Hälfte des Lebens erwähnte, 1799 begonnene unvollendete Gedicht Wie wenn am Feiertage. 1801 entworfen wurden Am Quell der Donau, Die Wanderung und Der Rhein, 1803 Der Ister. Hauptthema ist Hölderlins Geschichtsauffassung, nach der die Kultur von Ost nach West, von Kleinasien über Griechenland nach Rom und schließlich über die Alpen gewandert sei. „so kam / Das Wort aus Osten zu uns, / Und an Parnassos Felsen und am Kithäron hör’ich / O Asia, das Echo von dir und es bricht sich / Am Kapitol und jählings herab von den Alpen / Kommt eine Fremdlingin sie / Zu uns, die Erwekerin, / Die menschenbildende Stimme“.
Auch aus den „Nachtgesängen“ spricht Hölderlins Geschichtsphilosophie. Aber er vergegenwärtigt sie nicht in dem hohen, feierlichen, begeisterten Ton der „Vaterländischen Gesänge“. Der Titel „Nachtgesänge“ weist auf die Nacht als Zeit der Melancholie hin. So hatte Edward Young die Nacht gesehen in seiner Hölderlin bekannten Dichtung The Complaint: or Night-Thoughts, deutsch 1789 als Nachtgedanken über Leben, Tod, und Unsterblichkeit, so auch Novalis in seinen 1800 publizierten Hymnen an die Nacht. Nicht Begeisterung ist die Grundstimmung, sondern Melancholie. Hölderlin persönlich fühlt sich verlassen, am deutlichsten in Hälfte des Lebens und Lebensalter, aber auch in Chirons Ausruf „Nun siz’ ich still allein“. Darüber hinaus weiß er sich in der geschichtlichen Nacht einer negativen Zeit, in der die „köstliche Frühlingszeit im Griechenlande“ vergangen und ein neues Leben „voll göttlichen Sinns“ noch fern, der Dichter „Dichter in dürftiger Zeit“ ist. Angesichts „unserer noch kinderähnlichen Kultur“ ist es ihm – so der Brief an Wilmans – „eine Freude, sich dem Leser zu opfern“ in Gedichten ähnlich wie „Liebeslieder“, still, intim, subjektiv. „Der gemeinsame Nenner dieser Gedichte resultiert aus diesem Zustand des Noch-nicht der modernen Kultur und des Nicht-mehr der antiken. Er ist gekennzeichnet durch die Vorherrschaft der Selbstbeschränkung, der Begrenzung der kulturellen Möglichkeiten und der Erfahrung des Mangels im Norden.“
Die Adressaten der „Nachtgesänge“ sind nach Anke Bennholdt-Thomsen die Menschen der dürftigen Zeit, der nüchternen Gegenwart, die der Begeisterung der „Vaterländischen Gesänge“ noch nicht gewachsen sind. Das lyrische Ich beklage den Wartezustand in jedem Gedicht. Zur Klage komme die Aufforderung, die ersehnte neue Kultur vorzubereiten.

### Deutung als Zyklus
Chiron, alter ego des Dichters, weiß sich durch „die erstaunende Nacht“ gehemmt und wartet wie der verwundete Kentaur auf die Erlösung durch den Tod, die ihm Herakles ankündigen wird. Zugleich ruft er in der letzten Strophe seinen Schüler, nach der Sage Achilleus, zum Handeln auf. In Thränen weint das Ich über den Untergang der „feur’gen, die voll Asche sind“, der griechischen „lieben Inseln“. Es weiß zugleich, wenn es an die „zorn’gen Helden“ Achilleus und Aias denkt, um das Zerstörerische übermäßiger Emotion. In An die Hoffnung spricht Hölderlin von seiner persönlichen Welt. Die „Hoffnung“ möge das „Haus der Trauer“ nicht verschmähen. Er wolle sie suchen „Im grünen Thale, dort, wo der frische Quell / Vom Berge täglich rauscht, und die liebliche / Zeitlose mir am Herbsttag aufblüht“. In dem Entwurf eines „Vaterländischen Gesangs“ Der Ister wird das Feuer begeistert angerufen, „Jezt komme, Feuer!“; es solle helfen, „zu schauen den Tag“ der Kulturwanderung von Ost nach West. In Vulkan ist das Feuer, der Gegenwart des Dichters „im kärglichen Nord“ angemessen, das wärmende Herdfeuer. Es hilft dem Ich, sich gegen den immerzürnenden Nordwind Boreas zu behaupten, der „über Nacht mit dem Frost das Land / Befällt“.
Blödigkeit – in der alten Bedeutung „Verzagtheit“ – steht in der Mitte des Zyklus. Der Dichter macht sich in einem Selbstgespräch Mut, gemäß dem Titel der Vorstufe „Dichtermuth“. Er „geht auf Wahrem <...> wie auf Teppichen“. Darum soll er sich nicht sorgen. Er ist eine der „Zungen des Volks“. Er soll „von den Himmlischen / Einen bringen“. Dazu, so vertraut er, „bringen schikliche Hände wir“.
Ganymed evoziert wie Vulkan nördliche Kälte. Der Dichter fragt den gefrorenen Strom, den „Bergsohn“: „Denkst nicht der Gnade du, wenn’s an den / Tischen die Himmlischen sonst gedürstet?“ Er erinnert damit an den trojanischen Königssohn und Mundschenk der Götter Ganymed. „Aus <...> dem Leiden an einer winterlich-dürftigen Umwelt <wird der Strom> durch das ‚Wort‘ des erinnernden Dichters wachgerufen, der dem unwirtlich-‚kahlen Ufer‘ der irdisch-unerfüllten Welt das Bild Ganymeds ‚an den Tischen der Himmlischen‘ gegenüberstellt – die Vision einer höchsten, geradezu als ‚Gnade‘ bezeichneten Erfüllung.“ Es folgen die drei freirhythmischen „Miniaturen“. Wolfgang Binder hat sie als Dreiergruppe interpretiert. In Hälfte des Lebens repräsentiert die erste Strophe sommerliche Erfüllung, die zweite winterliche Leere. Die Natur selbst ist „in dürftiger Zeit“ dissonant. In Lebensalter – „Ihr Städte des Euphrats! Ihr Gassen von Palmyra!“ – ist die Klage über den Untergang Palmyras „um so erschütternder, als sie den Schmerz nicht benennt, sondern einzig in jenem ‚Ihr‘ laut werden läßt und dann in das nüchterne Fazit ‚fremd und gestorben‘ verschließt.“ In Der Winkel von Hahrdt gibt es nominell kein „Ich“. Doch ist das Ich in der Erinnerung Hölderlins an Hardt bei Nürtingen gegenwärtig, wo nach der Sage Herzog Ulrich den „Fußtritt“ hinterließ, über den „Ein groß Schiksaal“ sinnt. Das Herbstbild – „Hinunter sinket der Wald“ – enthält zugleich den Frühling – es „Blüht unten auf ein Grund“. „Wie der Herbst an den Frühling erinnert und seine Wiederkehr verheißt, so erinnert sich das große Schicksal eines anderen vor ihm und erhofft beider Erfüllung in einem künftigen Vaterland.“
Anke Bennholdt-Thomsen sieht den Zyklus symmetrisch gebaut mit Blödigkeit als Symmetrieachse. So beginne er mit der Abdankung der Antike in Chiron und Thränen  und schließe mit der Erwartung an die deutsche Geschichte in Lebensalter und Der Winkel von Hahrdt. Den Bäumen, die im zweiten Gedicht Thränen mit den Inseln verschwunden sind, stehen im vorletzten Lebensalter die „Wohleingerichteten Eichen“ gegenüber, unter denen der Dichter sitzt. Mitbestimmend für den Zyklus sei die Einführung mythologischer Figuren, die in den Vorstufen fehlten. Sie seien „Gäste“, die die Adressaten der Gedichte an die vergangene gelungene Kultur erinnerten. „Obwohl nicht als Zyklus konzipiert, bietet die Veröffentlichung der neun Gedichte denn doch einen Zyklus, dem im Gesamtwerk eine eigenständige Konzeption zu attestieren ist.“
Nach Michael Gehrmann ist der Zyklus in „Triaden“ gegliedert. In den ersten drei Gedichten werde das Ich mit seiner Sterblichkeit konfrontiert, „Triade der Sterblichkeit“. In Vulkan, Blödigkeit und Ganymed, nicht aber in den anderen sechs Gedichten werde ein Genius oder werden Genien erwähnt, „Triade der Genien“. Die freirhythmischen Gedichte brächen mit den Formstrenge der Oden, daher „Triade des lokalen Bruchs“. Die Gedichte seien eine Initiation in Mystisches, eine Aufforderung zum schöpferischen Nachvollzug. Der Leser könne sich dem Text erst nähern, wenn er wie ein antiker Myste den orphischen Mysterien nachsinne. Diese Deutung, konzediert Gehrmann, bewege „sich notwendig an den Grenzen eines wissenschaftlichen Diskurses und damit am Rande des Sagbaren überhaupt“.